# Bathyphelliidae
Bathyphelliidae Carlgren, 1932, è una famiglia di celenterati antozoi nella superfamiglia Metridioidea dell'ordine Actiniaria.

## Descrizione
La famiglia Bathyphelliidae si distingue per aconzio contenente un singolo tipo di nematocisti basitriche e mesenteri divisibili in macro e microcnemi, corpo allungato, sfintere mesogloeale e pochi tentacoli.
Le specie appartenenti alla famiglia vivono nelle acque profonde dell'Atlantico settentrionale e del Pacifico meridionale.

## Tassonomia
Secondo il World Register of Marine Species (WORMS), la famiglia è composta da cinque generi:
- Acontiactis
- Acraspedanthus Carlgren, 1924
- Bathyphellia Carlgren, 1932
- Daontesia Carlgren, 1942
- Phelliogeton Carlgren, 1927